# Love Is Like Oxygen
«Love Is Like Oxygen» (en español, «el amor es como el oxígeno») es una canción de la banda británica de glam rock Sweet. Fue lanzada como sencillo en enero de 1978, e incluida en el álbum de estudio Level Headed. Fue escrita originalmente por Andy Scott y Trevor Griffin, e interpretada por Sweet.

## Personal
- Brian Connolly – voz principal.
- Steve Priest – bajo, coros.
- Andy Scott – guitarra eléctrica, coros.
- Mick Tucker – batería.